# ساندرا دياز (ممثلة)
ساندرا دياز (بالإسبانية: Sandra Díaz) هي عارضة وممثلة فنزويلية، ولدت في 13 مايو 1991 في كاراكاس في فنزويلا.

## وصلات خارجية
- ساندرا دياز (ممثلة) على موقع IMDb (الإنجليزية)